# Премьер-министр Египта
Председатель кабинета министров (премьер-министр) — глава правительства Египетского государства. Согласно Конституции Египта, премьер-министр — это лидер крупнейшей политической партии в парламенте.
В конце 1970-х годов в Египте было несколько коалиционных правительств, которые оказались не стабильным из-за борьбы между Президентом и Премьер-министром. Однако после 1981 года Национально-демократическая партия поддержала большинство в Народной ассамблее и заменила египетского Президента.
11 февраля 2012 года после Египетской революции было учреждено переходное правительство. 30 июня 2012 года Кабинет министров восстановлен.

## Полномочия
По конвенции, президент контролирует вопросы относительно международных отношений и обороны страны, а премьер-министр занимается повседневными делами включая экономику.
Премьер-министр возглавляет Кабинет Министров, который в свою очередь играет главную роль в формировании повестки дня в парламенте. Он может предлагать законы и вносить поправки во время парламентских заседаний.
В подчинении у премьер-министра Египта состоит Министерство по делам древностей.

## Нынешний премьер
С 1 марта по 17 июня 2014 года Ибрагим Махлаб исполнял обязанности премьер-министра Египта. Во время своего назначения Адли Мансуром он сказал: «безопасность и стабильность во всей стране и сокрушение терроризма откроют путь для инвестиций».
Новый кабинет министров был сформирован 19 сентября 2015 года.
Президент Египта Абдель-Фаттах ас-Сиси принял отставку правительства и попросил министра нефти Шерифа Исмаила сформировать новый кабинет министров.
В июне 2018 года Исмаил подал Сиси заявление об отставке. Вскоре после этого Сиси назначил исполняющим обязанности премьер-министра министра жилищного строительства Мустафу Мадбули.

## Живущие премьер-министры
По состоянию на 4 февраля 2023 года живы четыре бывших премьер-министров Египта.

Живущие премьер-министры Египта
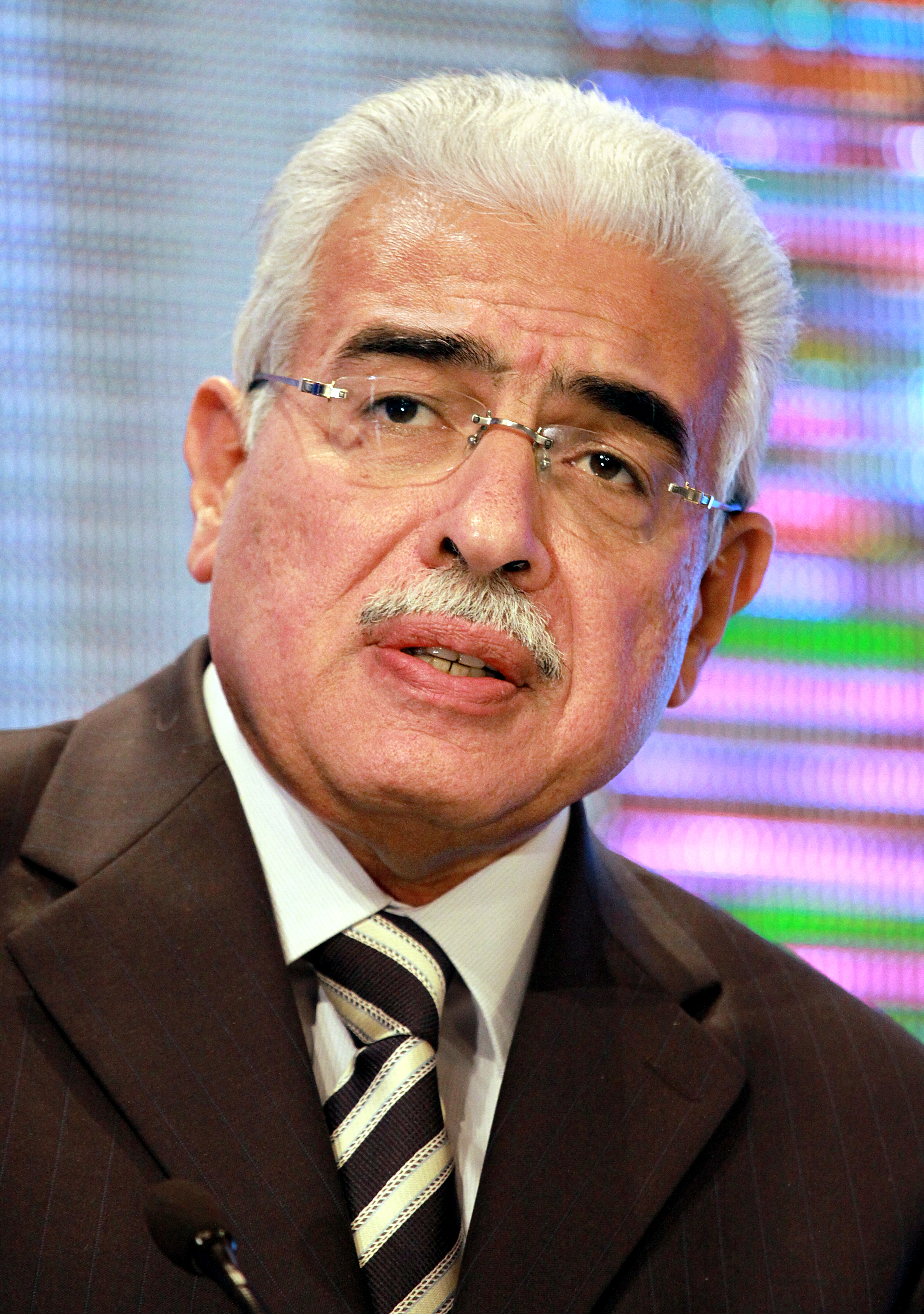
Ахмед Назиф занимал 2004–2011 род. 1952 73
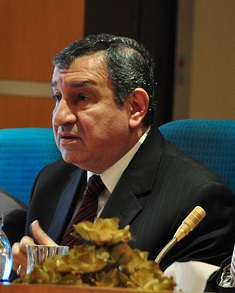
Исам Шараф занимал 2011 род. 1952
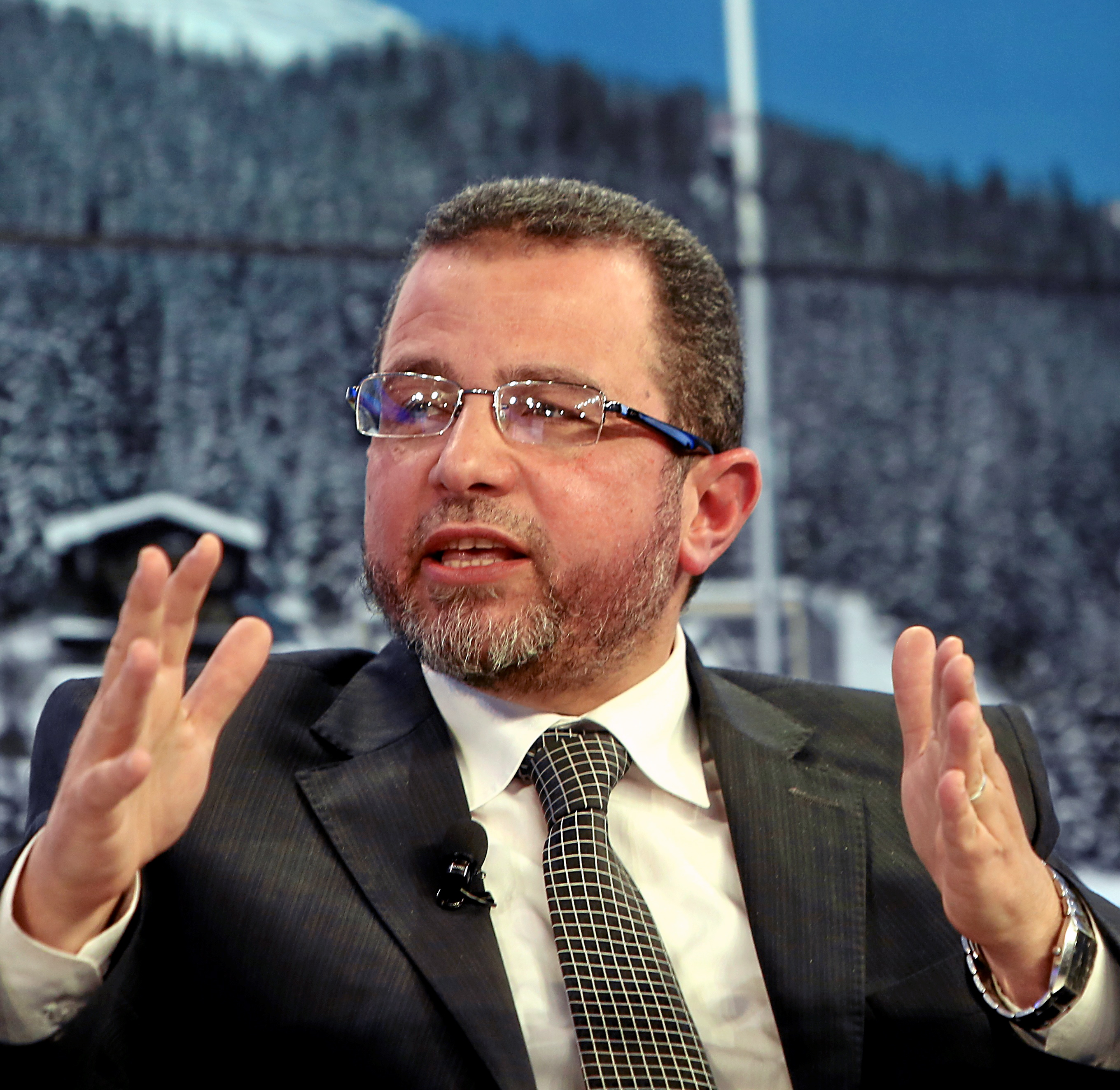
Хишам Кандиль занимал 2012–2013 род. 1962 62
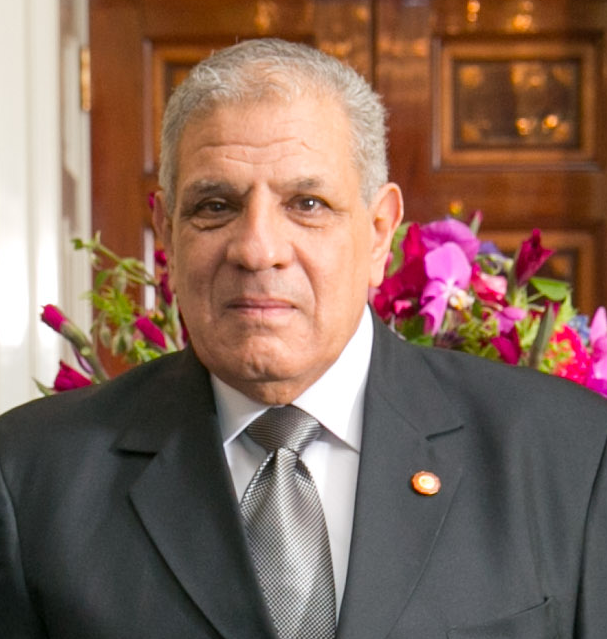
Ибрагим Махляб занимал 2014–2015 род. 1949 76